# Rhegmoclemina vaginata
Rhegmoclemina vaginata is een muggensoort uit de familie van de Scatopsidae. De wetenschappelijke naam van de soort is voor het eerst geldig gepubliceerd in 1910 door Lundstrom.